# 福光站
福光站 （日语：／ Fukumitsu eki */?）是隸屬於西日本旅客鐵道（JR西日本）城端線的鐵路車站，座落於富山縣南礪市，是未市制化前的福光町的中心車站。逢星期六行駛的觀光列車「瑰麗山海號」會停靠本站。
過往國鐵巴士多條長距離的路線都會途經本站，作為連接附近接隣縣市、但客量又未足以支持興建鐵路的替代路線，包括「名金線」、「太美山線」及「井波線」，現時只剩下「名金線」仍然提供服務，但只限前住金澤方向，名古屋方向則被其他替代路線所取締。
車站前的廣場建有「巴御前終焉之地」紀念碑、曾在此居住近七年的著名版畫大師棟方志功的功績碑、及以他的《女人觀世音板畫卷》（女人観世音板画巻）來製成的複製本。

## 車站結構

### 站房
第二代站房，1983年落成啟用，是一座以鋼架及水泥所建成的單層建築物。站房中央部份的層高都比兩邊為高，這部份的外牆都裝上了窗戶以增加採光度。進站後，左側為候車室，過往候車室內開設了Kiosk，但已於2014年關閉，一直丟空至今。右側為站務設施，包括兼具綠窗口功能的售票窗口、站務室，以及部份租予地方公司「福光的士」作為辦事處，現時JR亦是委託福光的士負責車票發售事宜（但不處理網上訂票事宜）。
站房左側建有一座備有男、女廁的洗手間，而靠近上行月台則建有2座有蓋單車停泊場，與大部份車站的簡易式有蓋單車亭不同，福光站的單車亭是採用水泥建成的，除了面向街道的一邊是開放外，其餘部皆為密封式。外牆則繪畫成和列車車廂的外貌相近，其中一邊的側牆更裝了一塊仿照國鐵D51型蒸汽火車頭的車號板「D51 2932」（實際上 D51 並未有此序號的火車頭，「2932」 以訓讀方式可以拼出「福光」的發音）。至於2個單車停泊場各設有10-12個停泊區，而每個停泊區均以國鐵時代的特急列車名稱來定名，包括有：
| 左側停泊區 （由左至右） | 「隼」（はやぶさ）、「櫻」（）、「加賀」、「越前」、「湯之國」（ゆのくに）、「乘鞍」（のりくら）、「能登」、「飛驒」（ひだ）、「劍」（つるぎ）、「九頭龍」（くずりゅう）、「北國」（きたぐに）、「立山」 |
| 右側停泊區 （由左至右） | 「北越」、「北陸」、「白山」、「日本海」、「白鳥」、「加越」、「白鷺」（しらさぎ）、「雷鳥」、「回聲號」（こだま）、「光」（ひかり）                                     |

站房右邊側放置了「D51 767」蒸氣火車頭的動輪（車軸連車輪）、車號板及講述中越鐵道開通至福光町的紀念碑。

### 月台配置
設有側式月台2個，是列車可交換車站。通過閘口後為上行往高岡方向月台，並可利用跨線行人天橋前往對面往城端方向的月台。有效長度方面，往城端方向為6輛，而往高岡方向更可達7輛，但現時城端線列車最長亦只會使用4輛編成。天橋負附近部份大都設有上蓋及候車座位，而往城端方向的月台也建有一座候車小屋。
| 月台 | 路線    | 方向 | 目的地                              | 備註                     |
| ---- | ------- | ---- | ----------------------------------- | ------------------------ |
| 1    | ■城端線 | 上行 | 高岡、經■愛之風富山鐵道線往富山方向 | 直通富山的列車於假日停開 |
| 2    | ■城端線 | 下行 | 城端方向                            |                          |

## 歷史
- 1897年：

- 8月18日：中越鐵道黑田臨時站（即現時新高岡站附近）～本站開業，為終點站，同時兼辦客運及貨運事宜。
- 10月31日：路線延長至城端站，改為中途站

- 1920年9月1日：中越鐵道國有化，改為鐵道省管理，路線改為國鐵「中越線」[8]。
- 1942年8月1日：線路改稱「城端線」[9]。
- 1954年12月：車站擴建工程完成[10]。
- 1967年12月20日：上下線月台延長工程及興建跨線橋完成[11][10][12]。
- 1969年10月1日：修訂營業範圍，取消手提行李及貨物提取服務[13]。
- 1974年10月1日：修訂營業範圍，定義為「旅客、貨物及貨軍列車提取車站」[14]。
- 1980年9月25日：修訂營業範圍，取消貨物列車提取服務[15]。
- 1982年11月：下行線月台改善工程完結[10]。
- 1983年4月1日：第2代站房完工投入使用[16]。
- 1985年3月14日：修訂營業範圍，取消貨物提取服務[17]。
- 1987年：

- 3月31日：修訂營業範圍，增設手提貨物提取服務（但只限報紙）。
- 4月1日：日本國鐵分割民營化，車站的營運由JR西日本繼承。

- 2001年3月3日：簡易委託化，由福光町負責車票發售事宜[19]。
- 2002年5月：站房內Kiosk開店[20]
- 2014年8月25日：站房內Kiosk閉店[20]。
- 2019年8月1日：改由「福光的士」負責車票發售事宜[21]。

## 利用人數
| 年度   | 1日平均上落人數 |
| ------ | --------------- |
| 1995年 | 1,107           |
| 1996年 | 1,026           |
| 1997年 | 932             |
| 1998年 | 908             |
| 1999年 | 905             |
| 2000年 | 873             |
| 2001年 | 770             |
| 2002年 | 722             |
| 2003年 | 666             |
| 2004年 | 630             |
| 2005年 | 606             |
| 2006年 | 598             |
| 2007年 | 566             |
| 2008年 | 538             |
| 2009年 | 514             |
| 2010年 | 525             |
| 2011年 | 545             |
| 2012年 | 563             |
| 2013年 | 536             |
| 2014年 | 539             |
| 2015年 | 570             |
| 2016年 | 572             |
| 2017年 | 556             |

## 相鄰車站
西日本旅客鐵道
■城端線
■觀光列車「瑰麗山海號」
福野 － 福光 － 城端
■普通列車
東石黑 － 福光 － 越中山田

## 外部連結
- JR西日本福光站公式網頁。 （页面存档备份，存于）（日語）